# 역내 포괄적 경제 동반자 협정

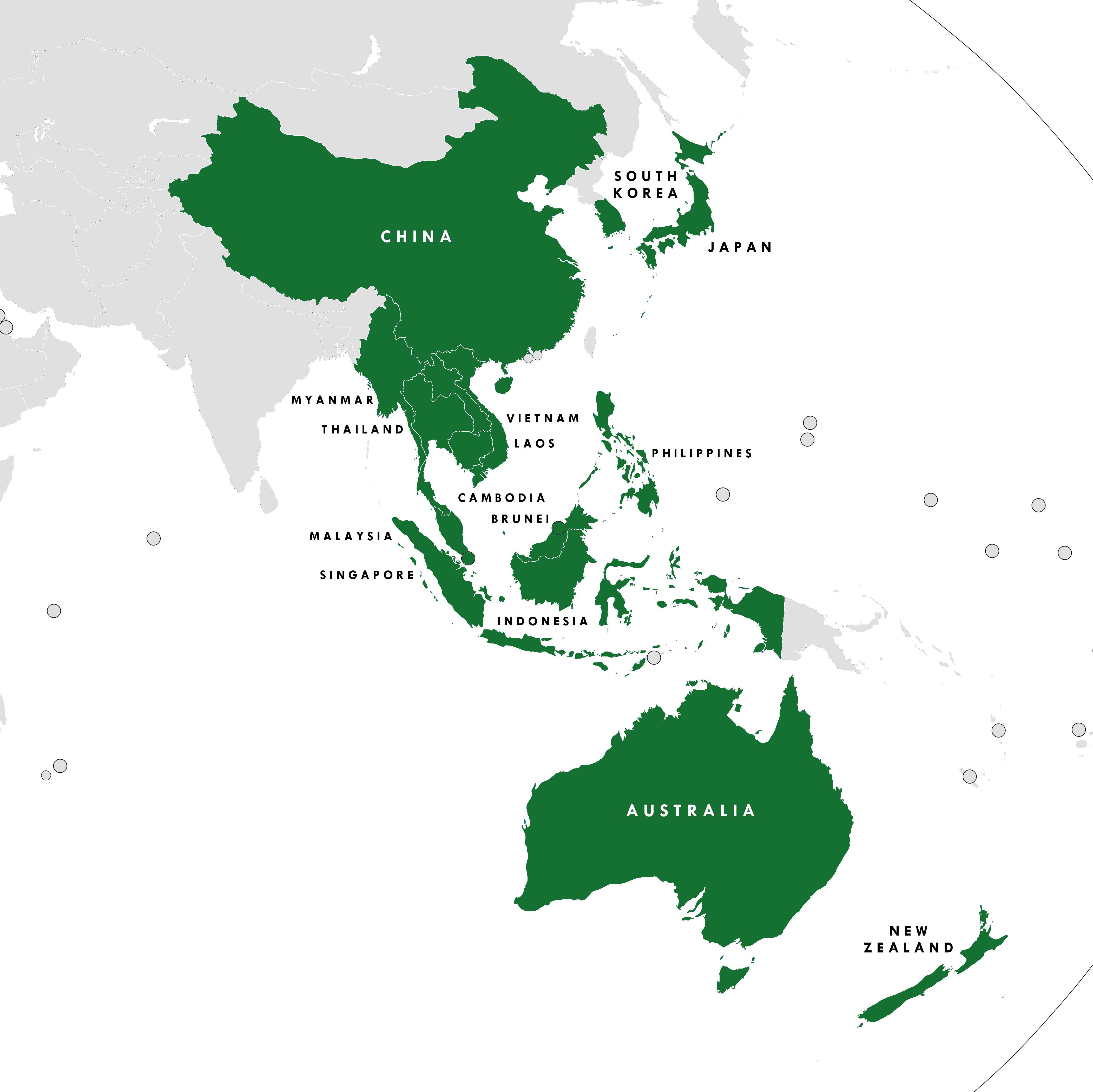
역내 포괄적 경제 동반자 협정 참가 국가

역내 포괄적 경제 동반자 협정(域內包括的經濟同伴者協定, 영어: Regional Comprehensive Economic Partnership, RCEP)은 동남아시아 국가연합 회원국 10개국과 동남아시아 국가 연합과 자유무역협정을 체결한 대한민국, 중화인민공화국, 오스트레일리아, 뉴질랜드, 일본이 참여하는 자유 무역 협정이다.

## 상세
RCEP 협상은 2012년 11월 캄보디아에서 열린 동남아시아 국가연합 정상회담에서 공식적으로 논의되었다. 첫 RCEP 회담이 2017년 11월 필리핀 마닐라에서 열렸다. RCEP는 몇몇 아시아 및 아메리카 국가들이 참여하기로 제안되었지만 중국과 인도가 제외되었던 환태평양 경제 동반자 협정의 대안이 될 것으로 여겨진다.
2017년 RCEP 예상 창립 회원국들은 34억 명의 인구를 보유하고 있으며 GDP는 전세계 GDP의 약 39%인 49조 5천 억 달러에 이를 것이라 추산되었다. RCEP는 세계에서 가장 큰 규모의 경제권으로, 전세계 경제의 절반을 차지한다.

## 협상 과정
2019년 11월 4일 RCEP 정상회의에서 인도를 뺀 15개국이 협정문에 가서명을 하였다.
2020년 11월 15일 한국 등 15개국, ‘역내포괄적경제동반자협정(RCEP)'이 체결되었다.
2021년11월3일, RCEP협정의 기탁자인 ASEAN사무국은, 11월2일의 단계에서 브루나이, 캄보디아, 라오스, 싱가포르, 타이 및 베트남(이상ASEAN구성국), 오스트레일리아, 중화 인민 공화국, 일본 및 뉴질랜드(이상ASEAN비구성국)이 비준을 마친 것에 의해 2022년1월1일에, RCEP협정이, 이것들 10개국의 사이에 발효된다고 발표했다.
2021년12월3일, 한국은, RCEP협정의 비준서를 기탁자로 지정되고 있는 ASEAN사무국장에게 기탁했다.이것에 의해 RCEP협정은, 협정 제27·7조 3의 규정에 의해 비준에 60일후의 2022년2월1일에 한국에 대해서 발효된다.
2022년 11월 3일, 인도네시아는, RCEP 협정의 비준서를 기탁자로 지정된 ASEAN 사무국장에게 기탁했다,.이에 따라 RCEP 협정은 협정 제 27.7조 3의 규정에 의해 비준의 60일 후의 2023년 1월 2일에 인도네시아에 도착해 발효한다.
말레이시아는 2022년 3월 18일에 발효되었으며, 필리핀은 2023년 2월 21일에 의회에서 비준안이 가결되었으며, 동년 6월 2일 발효될 예정이다.

## 같이 보기
- 아세안+3
- 자유 무역 협정 (FTA)
- 경제 협력 협정 (EPA)
- 동아시아 정상회의 (EAS)
- 한-아세안 자유 무역 협정 (KASFTA)
- 동아시아 포괄적 경제 파트너십 (CEPEA)
- 환태평양 경제 동반자 협정 (TPP)
- 동아시아 비전그룹(East Asia Vision Group, EAVG)